# 바늘꼬리칼새
바늘꼬리칼새는 칼새목 칼새과의 한 종으로, 한국에서는 여름철새이다. 바늘꼬리칼새는 최고 170km/h 속력으로 비행 가능한데, 이는 땅에 평행하게 이동하는 동물 중 가장 빠른 속력이다.
바늘꼬리칼새는 칼새목>칼새과에 속하는 종으로, 우리나라에서 흔히 번식하는 여름철새이다. 꼬리 쪽에 바늘과 흡사한 모양의 깃털이 있기 때문에 바늘꼬리칼새란 이름이 붙여졌다. 멀리서는 보이지 않고 소수 또는 큰 무리를 이루어 상공에서 생활한다. 산지의 벼랑이나 산림 속의 교목 수동 속에 둥지를 튼다. 비행하면서 휘날리는 마른풀을 모아 젤라틴과 같은 타액으로 접착시켜 밥그릇 모양의 둥지를 만든다. 순백색이고 얼룩무늬는 없으며 타원형인 알을 3∼4개 낳는다. 식성은 곤충을 주식으로 하며 벌 목, 나비 목 등을 먹는다. 주로 산지, 임야, 초원, 개활지 등에서 서식을 한다.